# Fårbo
Fårbo är en tätort i Oskarshamns kommun i Kalmar län.

## Historia
På andra sidan E22 ligger gården Fårbo, som gett namn till tätorten och spelat en betydande roll för samhällets utveckling. Fårbo levde tidigare i hög grad av sågverket på orten som lades ned 2002.
Fårbo utsågs 2003 av Aftonbladet till "Sveriges ultimata byhåla".

### Befolkningsutveckling
| Befolkningsutvecklingen i Fårbo 1960–2020 | Befolkningsutvecklingen i Fårbo 1960–2020 | Befolkningsutvecklingen i Fårbo 1960–2020 | Befolkningsutvecklingen i Fårbo 1960–2020 | Befolkningsutvecklingen i Fårbo 1960–2020 |
| ----------------------------------------- | ----------------------------------------- | ----------------------------------------- | ----------------------------------------- | ----------------------------------------- |
|                                           |                                           |                                           |                                           |                                           |
| År                                        |                                           |                                           | Folkmängd                                 | Areal (ha)                                |
| 1960                                      | 1960                                      |                                           | 328                                       |                                           |
| 1965                                      | 1965                                      |                                           | 374                                       |                                           |
| 1970                                      | 1970                                      |                                           | 452                                       |                                           |
| 1975                                      | 1975                                      |                                           | 574                                       |                                           |
| 1980                                      | 1980                                      |                                           | 598                                       |                                           |
| 1990                                      | 1990                                      |                                           | 594                                       | 81                                        |
| 1995                                      | 1995                                      |                                           | 605                                       | 81                                        |
| 2000                                      | 2000                                      |                                           | 557                                       | 81                                        |
| 2005                                      | 2005                                      |                                           | 520                                       | 81                                        |
| 2010                                      | 2010                                      |                                           | 517                                       | 84                                        |
| 2015                                      | 2015                                      |                                           | 498                                       | 85                                        |
| 2020                                      | 2020                                      |                                           | 508                                       | 86                                        |
|                                           |                                           |                                           |                                           |                                           |

## Idrott
Fårbo FF är namnet på det lokala fotbollslaget. Härifrån värvades Björn Gustavsson, som fick smeknamnet "Fårbo", till Östers IF.